# Funa Nakayama
Funa Nakayama (japanisch 中山 楓奈; * 17. Juni 2005 in Toyama) ist eine japanische Skateboarderin.

## Leben
Funa Nakayama wurde in Toyama geboren und wuchs dort auf. Aufgrund der Leidenschaft ihres Vaters Hiroshi Nakayama begann sie im Alter von neun Jahren mit dem Skateboard.
2019 nahm sie an der Street League Skateboarding Tour in London teil.
Nachdem die Olympischen Sommerspiele 2020 aufgrund der COVID-19-Pandemie um ein Jahr in den Juli 2021 verschoben worden waren, nahm sie in Tokio an dem Street-Ausscheid bei Olympia teil und gewann die erste Skateboard-Bronzemedaille hinter ihrer Landsfrau Momiji Nishiya sowie der mit Silber dekorierten Brasilianerin Rayssa Leal die zum Zeitpunkt des Wettkampfes jeweils erst 13 Jahre alt waren. Mit nur 42 Jahren war dies das jüngste olympische Podest überhaupt.

## Sportliche Bilanz

### Erfolge
- Olympische Sommerspiele 2020: Bronze

### Rekorde
- neben Momiji Nishiya (13) und Rayssa Leal (13) Teil des jüngsten Podestes der olympischen Geschichte (42 Jahre)[5]